# 呉空襲

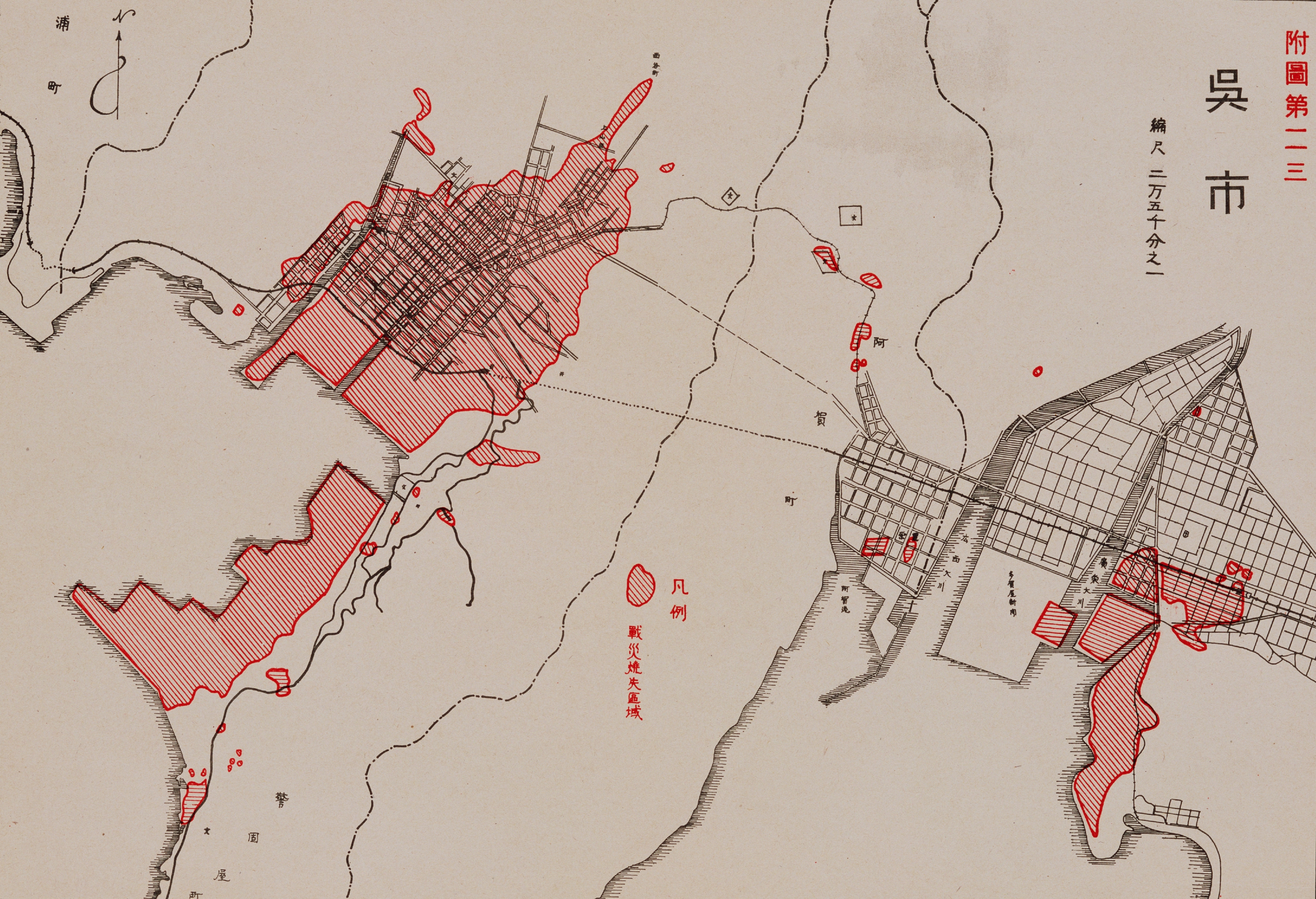
空襲により破壊された呉市内の地域の地図

呉空襲（くれくうしゅう）は、第二次世界大戦（太平洋戦争）下の日本本土空襲における広島県呉市への一連の空襲を指す。呉市は幾度も連合国軍による空襲を受けており、これらの空襲は市内の海軍基地、基地や周辺で係留された軍艦、工業施設、あるいは市内の市街地自体を狙ったものである。
- 1945年3月19日 - アメリカ海軍の第38任務部隊による呉の内外の軍艦への攻撃[1]。
- 1945年3月20日 - B-29が呉と広島への進入路に機雷を敷設[2]。
- 1945年4月上旬 - B-29が呉への進入路に機雷を追加で敷設[2]。
- 1945年5月5日 - 148機のB-29による呉の広海軍工廠への空襲[3]。
- 1945年5月5日 - B-29が呉と広島への進入路に機雷を敷設[4]。
- 1945年6月22日 - B-29による呉海軍工廠への空襲[5]。
- 1945年7月1日 - B-29による呉への焼夷弾攻撃で市内の40%が破壊された（呉市街空襲）[6]。
- 1945年7月24日/28日 - アメリカ海軍による呉の軍艦への大規模空襲（呉軍港空襲）。アメリカ海軍とイギリス太平洋艦隊により瀬戸内海の船舶も空襲を受けた[7]。
- 1945年7月28日 - B-24による呉の船舶への空襲[8]。